# Reinhold Brunow
Reinhold Brunow, född 1665, död 1715, var en svensk major.

## Biografi
Brunow föddes år 1665 i en militär släkt som hade sitt hemviste i Janakkala. Han inledde sin militära karriär år 1681 som korpral vid Nylands och Tavastehus läns kavalleriregemente. År 1687 utsågs han till kvartermästare och två år senare blev han löjtnant. År 1692 anslöt han sig som volontär till den allierade armén i Brabant, där den Stora alliansen bestående av främst Nederländerna, England och det Tysk-romerska riket stred emot franska trupper i det Pfalziska tronföljdskriget. Han tjänade som korpral och löjtnant i brigadjären Qvatz’ karabinjägarregemente under två år innan han återvände till Nylands och Tavastehus kavalleriregemente år 1694 som löjtnant. Han gifte sig senast 1695 med Beata Christina i ätten Ribbing. År 1698 avancerade han till ryttmästare.

### Stora nordiska kriget
Brunow följde våren 1700 sitt regemente till Livland där det ingick i kavallerigeneralen Otto Vellingks avdelning. Trupperna fördes till Riga för att vid behov undsätta staden. Den sachsiska armén hade upprätthållit en blockad av Riga från februari till maj 1700. Den återkom i juli 1700 för att försöka erövra Riga. Då drog sig Vellingks fältarmé tillbaka till Rujen (Rūjiena) men farsoten i Riga hade decimerat hans infanteri så att armén på 3 500 man bestod till 70 procent av kavalleri. Då den svenska huvudarmén sattes i land i början av oktober år 1700 i Pärnu kunde kungen konstatera att det var bäst att först gå mot ryssarna i öster och sedan mot sachsarna i söder. De svenska trupperna skulle samlas i Rakvere för vidare marsch österut. 
Den 19 november 1700 kom trupperna fram till Narva som belägrades av en rysk armé. Följande dag stod slaget vid Narva som blev en stor svensk seger. Den högra flygeln leddes av Otto Vellingk och där ingick också de finska kavalleriregementena, som hade som specialuppgift att hålla reda på generalen Boris Sjeremetjevs kavalleri.  Uppgiften blev lätt eftersom det ryska kavalleriet flydde och till stora delar drunknade i floden. Den totala svenska segern betydde att ryssarna helt utrymde Ingermanland och den svenska armén slog vinterläger i trakten av Lais och Tartu. Ännu vid jultid 1700 tog generalmajor Magnus Stenbock med sig Nylands och Tavastehus läns kavalleriregemente och 600 infanterister till Gdov på sjön Peipus östra strand för att skaffa information om de ryska trupperna men återvände sedan till vinterlägret. 
I slutet av maj 1701 lämnade de sista svenska trupperna Lais.  Den svenska huvudarmén kom fram till Riga den 7 juli 1701 och gick två dagar senare över floden Daugava. Nylands och Tavastehus läns kavalleriregemente gick över floden längre västerut och slog vinterläger i Kurland. Regementet utförde diverse uppdrag där innan det slöt sig till den svenska huvudarmén i slutet av år 1702. Kriget fortsatte i Polen och Kurfurstendömet Sachsen tills den svenska armén i augusti 1706 tågade in i Sachsen och tvingade kungen att sluta freden i Altranstädt i september 1706. 
Strax efter fredsslutet befordrades Reinhold Brunow till major vid Nylands och Tavastehus läns kavalleriregemente. Den svenska armén stannade i Sachsen till augusti 1707 men därefter inleddes kriget mot Ryssland. I juli 1708 besegrades den ryska armén vid Holowczyn. I slaget deltog Nylands och Tavastehus läns kavalleriregemente med fyra skvadroner. Den svenska armén vände därefter söderut mot Lillryssland där man kunde hoppas på bättre förnödenheter. Vintern 1709 blev ovanligt kall och svenskarna låg därför illa till. I maj 1709 började svenskarna belägra staden Poltava men den ryska armén kom till undsättning och besegrade den svenska armén den 28 juni 1709. 
De ca 14 000 svenskar som överlevde slaget vid Poltava kapitulerade den 1 juli 1709 vid Perevolotjna. Bland dem var major Reinhold Brunow och Nylands och Tavastehus läns kavalleriregemente.  De svenska krigsfångarna fördes till olika orter i det ryska riket för att i december 1709 visas upp i ett segertåg i Moskva. Därefter fördelades underofficerare, meniga och övriga på andra orter för tvångsarbete.  I januari 1710 bestämdes det att endast de förnämsta fångarna och deras medhjälpare skulle få stanna i Moskva. Därmed sändes kompaniofficerarna till olika orter vid Volga och Don. I februari 1711 avslöjades en sammansvärjning bland dessa officerare och de fick fortsätta sin fångenskap i Sibirien. 
De svenska fångarnas överordnade, greve Carl Piper, berättar att diverse svenska officerare, bland dem major Reinhold Brunow, i maj 1712 hade blivit illa bemötta. I januari 1713 visste Piper att major Brunow var dödssjuk. Han kunde därför inte, som andra majorer, flyttas bort från Moskva och detta gick ryssarna med på. I september klagade major Brunow hos det svenska statskontoret att varken han eller övriga officerare ur hans regemente hade fått någon lön under fångenskapen. Den 4 april 1715 avled major Reinhold Brunow i Kostroma.